# Turanogryllus mitrai
Turanogryllus mitrai är en insektsart som beskrevs av Bhowmik 1985. Turanogryllus mitrai ingår i släktet Turanogryllus och familjen syrsor. Inga underarter finns listade i Catalogue of Life.